# Epinephelus polyphekadion
Epinephelus polyphekadion – gatunek ryby okoniokształtnej z rodziny strzępielowatych (Serranidae). Osiągają około 70 cm długości.
Występuje w płytkich wodach Indo-Pacyfiku. Żyją wśród raf koralowych.